# حديقة أمبوسيلي الوطنية
حديثة أمبوسيلي الوطنية (بالإنجليزية: Amboseli National Park)‏ هي حديقة وطنية تقع في كاجيدو في كينيا تقع بالقرب من جبل كليمنجارو أعلى قمم الجبال في أفريقيا وبالقرب أيضاً من حدود تنزانيا، وتبعد عن العاصمة نيروبي 240 كلم جنوب شرقها، تبلغ مساحة الحديقة 392 كلم مربع، يسكن شعب الماساي بالقرب من هذه الحديقة وتعتبر من أكثر مناطق البلاد في زيارة السواح لها نظراً لمناخها وللمستنقعات المحيطة بها التي تجذب الكثير من الحيوانات البرية لها وتعتبر ثاني أكثر الحدائق الوطنية زيارة في كينيا بعد محمية ماساي مارا الوطنية. تتواجد في هذه الحديقة أنواع مختلفة من الحيوانات من الفيلة والجاموس الأفريقي والإمبالة والأسود والفهود وحمير الوحش والزرافة والنو الأزرق.